# برج ألور ستار

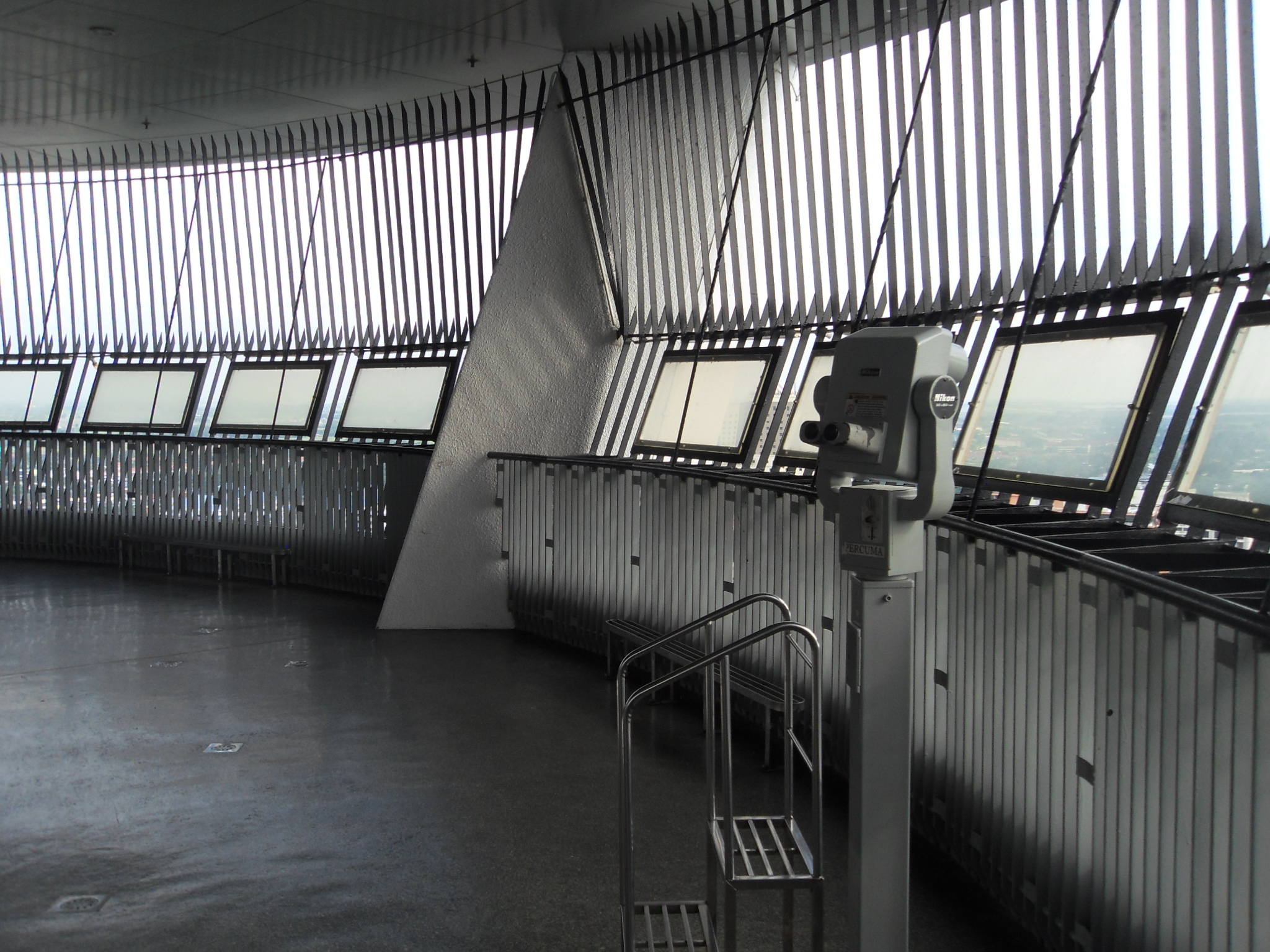
سطح برج المراقبة

برج الور ستار ( الملايو : منارة الور ستار ) هو 165.5 متر (543 قدم) برج الاتصالات السلكية واللاسلكية في الور ستار، قدح، ماليزيا.
بصرف النظر عن خدمة دور برج الاتصالات السلكية واللاسلكية، فإنه يخدم أيضا كوجهة سياحية للمدينة. يضم البرج أيضًا بعض المطاعم ومتجرًا للهدايا التذكارية. البرج هو برج المرصد للبحث عن هلال بمناسبة بداية الأشهر الإسلامية مثل شهر رمضان، شوال، وذو الحجة، للاحتفال شهر رمضان، هاري رايا عيد الفطر وهاري رايا عيد الأضحى، على التوالي.
سطح المراقبة على ارتفاع 88 متر (289 قدم) من قاعدة الهيكل.

## القنوات المدرجة حسب التردد

### التلفاز
- تلفزيون الهجرة UHF 559.25 ميغاهيرتز (الفصل 32)

### مذياع
- يطير FM 99.1 ميغاهيرتز
- كوول اف ام (ماليزيا) 107.3 ميغاهيرتز

## روابط خارجية
- الموقع الرسمي لموقع منارة الور ستار
- Telekom Malaysia Bhd الموقع الرسمي
- السياحة ماليزيا - برج الور ستار